# Trabucaires de Solsona
Els Trabucaires de Solsona són un grup de trabucaires que donen relleu a les festes amb trabucades de salva. Són un dels elements folklòrics destacats de Solsona. Tot i que la seva activitat és àmplia i les seves actuacions no es limiten durant el Corpus i la Festa Major de Solsona, mantenen un lligam estret amb aquestes festivitats. Constituïts formalment com a entitat l'any 1965, són considerats els trabucaires més antics de Catalunya. Són considerats els trabucaires més antics de Catalunya.
L'origen del grup de Trabucaires de Solsona és un xic incert, però hi ha la teoria que podria haver estat un grup que formava part de la guàrdia d'un senyor feudal, i que de mica en mica va esdevenir un grup folklòric d'aquest, fent l'anunci de l'arribada a l'indret on anessin. A Solsona, hi ha una referència de l'any 1687 en la qual s'anoten les despeses de la pólvora que feren servir per a galejar durant la Festa Major, funció que continua totalment vigent actualment.
Sumada a la funció de galejar, els Trabucaires de la ciutat també elaboren la Tronada de Solsona, una regatera de pólvora, amb trons col·locats al llarg del seu camí, que recorre el carrer de Sant Miquel de Solsona fins al punt final a la Plaça Major.
Constituïts formalment com a entitat l'any 1965, la primera sortida de la colla fou a Santiago de Compostel·la aquell mateix any.